# Bad Liar (Imagine Dragons)
Bad Liar è un singolo del gruppo musicale statunitense Imagine Dragons, pubblicato il 6 novembre 2018 come quarto estratto dal quarto album in studio Origins.

## Descrizione
Il brano è stato presentato in anteprima durante il programma radiofonico su Apple di Zane Lowe.

## Video musicale
Il video musicale, diretto da Ryan Reichenfeld, è stato pubblicato il 24 gennaio 2019.

## Tracce
Testi e musiche di Imagine Dragons e Jorgen Odegard.
1. Bad Liar – 4:20

## Classifiche

### Classifiche settimanali
| Classifica (2018-19) | Posizione massima |
| -------------------- | ----------------- |
| Australia            | 20                |
| Austria              | 13                |
| Belgio (Fiandre)     | 10                |
| Belgio (Vallonia)    | 3                 |
| Canada               | 50                |
| Estonia              | 16                |
| Finlandia            | 10                |
| Francia              | 41                |
| Germania             | 16                |
| Grecia               | 17                |
| Irlanda              | 36                |
| Italia               | 16                |
| Lettonia             | 31                |
| Lituania             | 6                 |
| Lussemburgo          | 1                 |
| Norvegia             | 17                |
| Nuova Zelanda        | 16                |
| Paesi Bassi          | 36                |
| Polonia              | 2                 |
| Portogallo           | 18                |
| Regno Unito          | 44                |
| Repubblica Ceca      | 1                 |
| Singapore            | 18                |
| Slovacchia           | 2                 |
| Slovenia             | 9                 |
| Spagna               | 80                |
| Stati Uniti          | 56                |
| Svezia               | 17                |
| Svizzera             | 4                 |
| Ungheria             | 4                 |

### Classifiche di fine anno
| Classifica (2019) | Posizione |
| ----------------- | --------- |
| Australia         | 66        |
| Austria           | 31        |
| Belgio (Fiandre)  | 33        |
| Belgio (Vallonia) | 21        |
| Francia           | 101       |
| Germania          | 32        |
| Islanda           | 77        |
| Italia            | 50        |
| Lettonia          | 86        |
| Polonia           | 28        |
| Portogallo        | 64        |
| Repubblica Ceca   | 9         |
| Slovacchia        | 9         |
| Slovenia          | 15        |
| Svizzera          | 13        |
| Classifica (2020) | Posizione |
| Slovenia          | 46        |